# ساتن، کمبریج‌شر
ساتن (به انگلیسی: Sutton) یک روستا و محله مدنی در بریتانیا است که در پیتربورو واقع شده‌است. ساتن ۱۹۶ نفر جمعیت دارد.